# Калугампития, Раджиндра
Раджиндра С. Калугампития (англ. Rajeendra S. Kalugampitiya, род. 1988) — шри-ланкийский шахматист, мастер ФИДЕ (2017).
Чемпион Шри-Ланки 2016 г.
В составе сборной Шри-Ланки участник трёх шахматных олимпиад (2006, 2014 и 2016), двух командных чемпионатов Азии (2009 и 2014), командных чемпионатов Азии по блицу и рапиду 2017 года.
Участник личного чемпионата мира среди команд университетов 2010 г.
Участник шахматного турнира Азиатских игр по боевым искусствам и состязаниям в помещениях 2017 г.

## Спортивные результаты
| Год  | Город   | Соревнование                                                   | + | − | = | Результат | Место |
| ---- | ------- | -------------------------------------------------------------- | - | - | - | --------- | ----- |
| 2006 | Турин   | XXXVII Олимпиада (сборная Шри-Ланки, ?-я доска)                | 0 | 4 | 0 | 0 из 4    |       |
| 2010 | Цюрих   | Чемпионат мира среди команд университетов                      | 1 | 3 | 4 | 3 из 8    |       |
| 2014 | Тебриз  | Командный чемпионат Азии (сборная Шри-Ланки, 1-я доска)        | 2 | 7 | 0 | 2 из 9    |       |
|      | Тромсё  | XLI Олимпиада (сборная Шри-Ланки, ?-я доска)                   | 3 | 4 | 1 | 3½ из 8   |       |
| 2016 |         | Чемпионат Шри-Ланки                                            |   |   |   |           | 1     |
|      | Баку    | XLII Олимпиада (сборная Шри-Ланки, ?-я доска)                  | 3 | 3 | 1 | 3½ из 7   |       |
| 2017 | Ашхабад | Азиатские игры по боевым искусствам и состязаниям в помещениях |   |   |   | 1 из 7    | 42—43 |
|      | Ашхабад | Командный чемпионат Азии по блицу                              |   |   |   |           |       |
|      | Ашхабад | Командный чемпионат Азии по рапиду                             |   |   |   |           |       |

## Изменения рейтинга
| Графики недоступны из-за технических проблем. См. информацию на Фабрикаторе и на mediawiki.org. |